# 新海爾采格市鎮
42°27′12″N 18°32′33″E / 42.45333°N 18.54250°E
新海爾采格市鎮是蒙特內哥羅的24個市镇之一，位於該國西部，行政中心为新海爾采格，面積235平方公里，2011年人口30,864，人口密度每平方公里130人。